# Zygophyxia relictata
Zygophyxia relictata är en fjärilsart som beskrevs av Walker 1866. Zygophyxia relictata ingår i släktet Zygophyxia och familjen mätare. Inga underarter finns listade i Catalogue of Life.